# Cozmin Gușă
Cozmin Horea Gușă (Câmpia Turzii, 2 luglio 1970) è un politico e giornalista rumeno.
Segretario generale del Partito Social Democratico tra il 2001 e il 2003, nel 2004 entrò nel Partito Democratico e fu direttore della campagna elettorale di Traian Băsescu alle elezioni presidenziali del 2004. Rotti i rapporti con il PD, nel 2005 fondò il Partito Iniziativa Nazionale, che guidò fino al 2009. Fu membro della camera dei deputati tra il 2004 e il 2008.
Ritiratosi temporaneamente da ogni partito nel 2009, fu successivamente consulente per diverse personalità del mondo dell'imprenditoria e della politica.
Nel 2013 acquistò la rete televisiva Realitatea TV, della quale fu anche editorialista dal 2012 al 2019.
Nel 2019 tornò a far parte del Partito Social Democratico.

## Formazione e attività professionale
Nato in Transilvania, tra il 1989 e il 1994 frequentò la facoltà di fisica dell'Università Babeș-Bolyai di Cluj-Napoca. Seguì successivamente un corso in gestione dei mass-media negli Stati Uniti (1997-1998) e uno in negoziazione economica internazionale presso l'École nationale d'administration (2002). Nel 2006 conseguì un dottorato in management all'Accademia degli studi economici di Bucarest e nel 2011 uno in geopolitica presso l'Università di Bucarest con una tesi dal titolo «Il postcomunismo nell'ex spazio socialista. Geopolitica del Rimland occidentale dopo il 1989» («Postcomunismul in fostul lagar socialist. Geopolitica Rimlandului occidental dupa 1989»).
La sua prima esperienza a livello professionale fu quella di direttore del marketing della Hiperion, società con sede a Cluj-Napoca specializzata nella distribuzione della carta stampata, dove lavorò dal 1994 al 1996. Fu poi redattore capo presso Radio Sonic (1996-1997). All'inizio del 1995 fu assunto come segretario di redazione dal Mesagerul Transilvan (poi Știrea), del quale divenne presidente del consiglio d'amministrazione alla fine del 1995, in sostituzione di Octavian Iacob. Rimase alla guida del quotidiano fino al 1998 quando, al rientro dalla sua esperienza oltreoceano, fu incaricato della conduzione della società Jurnalul, che pubblicava il Jurnalul Național, e fu nominato direttore del dipartimento territoriale di sviluppo di Antena 1, mass-media controllati dal milionario Dan Voiculescu. Nel 2000 lanciò la pubblicazione Jurnalul de Cluj che, però, non ebbe successo.
Nel 2001 fondò l'Associazione per la promozione dei giovani, che rimase attiva fino al 2003, quandò creò l'organizzazione no-profit Inițiativa 2003, della quale fu presidente fino al 2008.
Nel 2001 abbandonò gli incarichi al Jurnalul Național e ad Antena 1 per dedicarsi alla carriera politica.
Nel febbraio 2017 fu eletto presidente della Federazione romena di judo.

## Carriera politica

### Segretario generale del PSD
Si iscrisse al Partito Social Democratico (PSD), divenendo immediatamente uomo di fiducia del primo ministro Adrian Năstase, che nel gennaio 2001 lo indicò come segretario generale del partito, carica appena istituita.
La sua esperienza nella formazione socialdemocratica, tuttavia, finì già nell'estate 2003. Chiamando in causa insanabili conflitti con alcuni influenti leader dell'ala conservatrice come Dan Ioan Popescu, Viorel Hrebenciuc, Octav Cozmâncă, Miron Mitrea, Dan Matei Agathon e criticato persino dal presidente fondatore Ion Iliescu, il 7 luglio 2003 prese la decisione di abbandonare il PSD, diventando uno dei più duri critici del governo Năstase.

### Nel Partito Democratico
Malgrado i precedenti attacchi da parte di Gușă alla persona di Traian Băsescu, nella primavera 2004 questi lo invitò entrare nel suo Partito Democratico (PD), divenendo subito membro dell'ufficio permanente nazionale in virtù di un accordo tra la formazione politica e l'associazione Inițiativa 2003. Gușă curò la campagna del partito per le elezioni parlamentari del 2004, alle quali si presentava in alleanza con il Partito Nazionale Liberale (PNL) in una coalizione chiamata Giustizia e Verità (D.A.). Gușă ebbe il merito di riuscire a mobilitare l'ala giovanile del partito e fu anche capo della campagna elettorale di Băsescu per le concomitanti elezioni presidenziali.
Băsescu ottenne l'elezione a presidente della repubblica sconfiggendo Adrian Năstase, mentre Gușă vinse un seggio di deputato nella circoscrizione di Bucarest. Nel corso della legislatura 2004-2008 fu membro della commissione bilancio (fino a marzo 2007) e di quella per la politica estera (da marzo 2007). Tra il dicembre 2004 e il febbraio 2005 fu capogruppo del Partito Democratico alla camera.
All'inizio del 2005 emersero problemi tra Gușă e alcuni leader del partito, che lo accusavano di provare una scalata alla presidenza del PD, che avrebbe dovuto nominare un nuovo leader in sostituzione di Băsescu, impossibilitato a mantenere l'incarico per via dell'indipendenza politica imposta al capo di Stato dalla costituzione della Romania. Isolato anche da Băsescu, nel febbraio 2005 si dimise dal partito, proseguendo il mandato parlamentare da indipendente. Insieme a Gușă lasciarono il PD anche altri due deputati che lo avevano sostenuto, Lavinia Șandru e Aurelian Pavelescu.

### Partito Iniziativa Nazionale
Nel marzo 2005 Gușă, Șandru e Pavelescu presentarono una nuova formazione politica, il Partito Iniziativa Nazionale (PIN), nella quale Gușă rivestì il ruolo di presidente. Secondo il fondatore il PIN era una novità perché non si rifaceva a nessuna dottrina classica e si prefiggeva di rinnovare radicalmente la classe politica, in contrapposizione ai partiti tradizionali, che erano costante bersaglio dei suoi attacchi.
Nell'aprile 2007 annunciò che si sarebbe candidato alla funzione di capo di stato nel caso in cui fosse passato l'impeachment contro Băsescu nel quadro del conflitto istituzionale in atto in parlamento. Gușă riteneva Băsescu colpevole di aver calpestato le norme costituzionali ed era sicuro di poter essere un presidente migliore, considerandosi uno dei pochi a poter fermare l'ascensione del pensiero ultranazionalista del PNG di Gigi Becali. L'esito del referendum, tuttavia, decretò il ritorno in carica di Băsescu, mentre i risultati delle successive elezioni europee del novembre 2007 furono impietosi per il PIN (2,4%). Gușă, quindi, si dimise dalla presidenza del PIN, salvo essere rieletto tre settimane dopo nel quadro di un congresso straordinario.
Nel 2008 si candidò alle locali per la funzione di sindaco di Bucarest con una campagna elettorale aggressiva, caratterizzata dallo slogan «Ci siamo stancati di quanto hanno rubato» («Ne-am săturat cât ne-au furat»), che attaccava apertamente i partiti tradizionali. Ottenendo il 5,76% delle preferenze, però, giunse solamente quinto. Visti gli scarni successi in termini elettorali, il PIN rinunciò a presentarsi alle parlamentari del 2008, mentre sostenne la candidatura da indipendente di Lavinia Șandru. Gușă rifiutò l'invito della sezione del PSD di Cluj a presentarsi nella loro lista, affermando di volersi allontanare temporaneamente dalla vita politica per dedicarsi alle sue aziende. Nel febbraio 2009, in seguito al ritiro di Gușă, la Șandru fu nominata nuovo presidente del PIN.

### Consigliere politico ed editorialista a Realitatea TV
Nel marzo 2009 il presidente del PSD Mircea Geoană lo indicò quale suo consigliere per la riorganizzazione delle sezioni del PSD in Transilvania, scelta che fece infuriare Ion Iliescu che, memore delle pesanti critiche ricevute da Gușă, minacciò le proprie dimissioni nel caso in cui questi fosse tornato nel partito. Gușă fu consigliere personale di Geoană nella campagna per le elezioni presidenziali del 2009, alle quali il leader del PSD fu sconfitto da Traian Băsescu.
Persa la possibilità di un nuovo contatto con i socialdemocratici, nel marzo 2010 fu assunto come consulente personale per lo sviluppo estero del magnate Sorin Ovidiu Vântu, proprietario del gruppo editoriale Realitatea-Cațavencu. Nello stesso anno fu consigliere anche per l'imprenditore e politico moldavo Vladimir Plahotniuc e, dall'inizio del 2011, per il sindaco del settore 5 di Bucarest Marian Vanghelie (PSD).
Nell'ottobre 2012 l'amministratore straordinario del gruppo Realitatea Florin Bercea lo incaricò della direzione editoriale dell'azienda. L'anno successivo, insieme al socio Maricel Păcuraru acquisì il pacchetto di maggioranza della società, che era in procedura d'insolvenza dal settembre 2011. Nell'autunno 2018 Gușă annunciò persino la fondazione di un partito incentrato intorno all'emittente televisiva del gruppo, Realitatea TV, recriminando la volontà politica del presidente del PSD Liviu Dragnea di voler chiudere la sua rete per le posizioni critiche contro il governo. Nel corso degli anni lamentò più volte l'esistenza di uno stato occulto e parallelo condotto dai servizi segreti e dagli ex direttori del SRI George Maior e Florian Coldea, che agiva per orientare politicamente il paese.
La rete, fallita nell'aprile 2019, fu costretta ad interrompere le trasmissioni il 30 ottobre 2019. Sulla decisione Gușă lamentò le influenze dello stato parallelo che si batteva contro Realitatea TV e la sua libertà d'espressione.

### Ritorno nel PSD
Il 28 ottobre 2019 annunciò insieme al sindaco del settore 1 di Bucarest Dan Tudorache di essersi iscritto nuovamente al PSD. Gușă spiegò di aver preso la decisione per aiutare il candidato del PSD Viorica Dăncilă a raggiungere il ballottaggio alle elezioni presidenziali del 2019, in modo da evitare a tutti i costi un eventuale successo di Dan Barna (USR), che riteneva un personaggio dannoso per il paese. La Dăncilă riuscì ad ottenere il ballottaggio contro Klaus Iohannis, ma la presenza di Gușă, per via della linea editoriale portata dalla sua televisione contro il partito, infastidì diversi membri della dirigenza, che nel corso del comitato esecutivo del 12 novembre ne decretarono l'espulsione dal PSD.
La dura sconfitta al ballottaggio presidenziale e la nomina di presidente ad interim di Marcel Ciolacu, però, cambiarono la posizione del PSD. Il 16 dicembre il sindaco di Bucarest Gabriela Firea dichiarò che Gușă era pienamente membro della filiale del PSD del Settore 1. Il giorno successivo Gușă affermò che, pur rimanendo azionista della società, avrebbe lasciato la direzione editoriale del gruppo Realitatea, in modo da non influenzarne la neutralità a livello giornalistico.

## Aspetti controversi

### Presunti legami con i servizi segreti della Russia
Gușă fu accusato di avere relazioni influenti con numerose personalità vicine alla Federazione russa. Mentre la stampa gli attribuì la frase «La Russia è la mia seconda patria» («Rusia e a doua mea patrie»), strinse rapporti di amicizia con elementi che sostenevano le posizioni del nazionalismo russo. Fu vicino, ad esempio, al poeta Mircea Popa, che fu suo collaboratore, e al presidente onorario della Federazione romena di judo Marius Vizer, che conosceva personalmente Vladimir Putin.
Secondo quanto dichiarato da Mircea Popa, che nell'ottobre 2001 lo accompagnò in un viaggio a Mosca per preparare la visita di stato di Adrian Năstase in Russia del 2002, Gușă avrebbe incontrato dei rappresentanti di una società collegata all'ex KGB. Da presidente del PIN, nel corso di una conferenza tenutasi a Mosca, Gușă avrebbe proposto persino la creazione di un'organizzazione internazionale per la difesa della civiltà ortodossa.
Un articolo del 2018 a firma del redattore capo di Cațavencii, Doru Bușcu, accusava Gușă di essere stato personalmente vicino all'ex capo della Securitate Iulian Vlad, all'ex direttore del SRI Virgil Măgureanu e al generale Victor Atanasie Stănculescu, tutte personalità connesse al vecchio regime comunista e al mondo dei servizi segreti. Gușă ribadì che li conosceva personalmente, specialmente Iulian Vlad, che gli era stato amico per 20 anni, ma di non avere alcun ruolo nell'intelligence e che si trattava solamente di speculazioni giornalistiche. In diverse occasioni, sia gli ex colleghi del PSD che quelli del PD, compresi Adrian Năstase e Traian Băsescu, avanzarono il sospetto che Gușă potesse far parte di una società segreta vicina al KGB. Gușă rigettò ogni accusa.

### Inchiesta Realitatea
Nel 2013 insieme al socio Maricel Păcuraru acquistò la maggioranza del gruppo Realitatea Media, società passata nel 2011 da Sorin Ovidiu Vântu a Elan Schwartzenberg, che nel settembre dello stesso anno aveva chiesto l'avvio della procedura d'insolvenza, quando l'amministrazione straordinaria era stata affidata a Florin Bercea. Nel novembre 2011 Gușă e Păcuraru acquisirono una parte del pacchetto azionario, per poi diventare possessori dell'80% nel marzo 2013, mentre la vecchia proprietà era uscita dalla società. I due soci realizzarono l'operazione tramite la loro Strategies Research Investment SRL, compagnia offshore con sede a Cipro e al centro di un processo per il riconoscimento delle quote societarie di Gușă e Păcuraru.
Negli anni successivi seguirono diversi indagini riguardanti la crisi del gruppo. Una di queste riguardava la scissione prodotta da Sebastian Ghiță, che nell'ottobre 2011 aveva portato con sé parte della squadra di Realitatea TV nel suo nuovo progetto editoriale România TV, che Gușă riteneva viziato da severe illegalità.
Nel 2013 la Direzione nazionale anticorruzione (DNA) avviò un'inchiesta per far luce sulle operazioni che avevano portato al passaggio del gruppo da Vântu a Schwartenberg e, infine, alla Strategies Research Investment. Gușă fu ascoltato dai procuratori il 13 agosto 2013, mentre nell'ottobre 2013 la sua società fu ufficialmente messa sotto indagine insieme ad altri soggetti. Nel 2014 Păcuraru fu condannato a 4 anni di reclusione per altri reati.
Realitatea continuò a funzionare accumulando ulteriori debiti, mettendo a rischio la posizione dei creditori, mentre il piano di rientro della società, dopo continui ritardi, fu adottato solamente nel 2015 e approvato dal tribunale nel 2018.
Nel gennaio 2019 la DNA archiviò le indagini sull'acquisto di Realitatea, senza intraprendere alcun'azione dal punto di vista penale.
Nell'aprile 2019 la corte d'appello del tribunale di Bucarest ammise il ricorso presentato dall'Agenția Națională de Administrare Fiscală, che bocciò il piano di rientro e decretò il fallimento di Realitatea TV, a fronte di debiti nei confronti dello stato per 127 milioni di lei. Mentre il Consiglio nazionale per gli audiovisivi (CNA) le ritirò la licenza, la rete interruppe le trasmissioni il 30 ottobre 2019.

### Acquisizione di Petrom Service
Il 27 novembre 2011 annunciò di aver comprato il 7 novembre, tramite la Strategies Research Investment SRL, la compagnia cipriota offshore Elbahold, che deteneva il 55% di PSV Company (ex Petrom Service), società con quote in altre aziende nel campo della ricerca sociologica, dell'estrazione mineraria e delle costruzioni civili e industriali. Nella stessa giornata del 7 novembre i vecchi proprietari Sorin Ovidiu Vîntu e Liviu Luca erano stati arrestati per appropriazione indebita per aver sottratto 83 milioni di euro alla società.
La coincidenza spinse parte della stampa a chiedere se l'acquisto da parte di Gușă fosse in realtà una strategia per permettere a Vântu, di cui Gușă era stato socio e consulente, di avere ancora accesso a parte dei beni dell'azienda e ai fondi posti sotto sequestro dai procuratori. Gușă respinse le accuse, affermando che non aveva alcun rapporto con Vîntu dal 2010 e che la società si sarebbe costituita parte civile al processo.

### Processo con Poșta Română
Il 19 novembre 2007 fu denunciato per diffamazione da Poșta Română, in seguito alle sue dichiarazioni riguardanti la cessione diretta senza bando, operazione considerata poco trasparente e ad un prezzo sottostimato, di un immobile situato nella capitale ad una società privata. Il 3 novembre 2008 il tribunale del Settore 1 respinse la denuncia della società, che il 27 febbraio 2009 rinunciò al ricorso in appello.

### Patrimonio
Secondo la propria dichiarazione de beni, pubblicata nel 2004, Gușă aveva un patrimonio valutato circa 4 milioni di euro tra immobili, terreni, automobili, azioni e conti bancari. Secondo un'inchiesta giornalistica realizzata nel 2006 da Bună ziua Ardeal Gușă sarebbe riuscito in pochi anni, a partire dal 2001, ad accumulare una tale ricchezza grazie a rapporti poco chiari con l'imprenditore Nicușor Năstase, dal quale nel 2003 avrebbe ricevuto delle azioni del complesso turistico Vox Maris, privatizzato dal governo di Adrian Năstase nel periodo in cui Gușă era segretario generale del PSD. Gușă avrebbe avuto legami anche con i fratelli Marian e Octavian Iancu, proprietari della raffineria RAFO di Bacău. Secondo i giornalisti i fratelli Iancu avrebbero dato un compenso a Gușă in cambio di un aiuto nelle inchieste giudiziarie che li vedevano coinvolti.

## Vita privata
Ha avuto due figli con la moglie Gabriela, che sposò nel 1994, Andrei (nato nel 1997) e Daria (nata nel 2003).
Nel 2005 fu testimone di nozze al matrimonio tra i colleghi del Partito Democratico Darius Vâlcov e Lavinia Șandru.

## Pubblicazioni
- (RO) Cozmin Gușă, 10 pacate ale Romaniei, Nemira, 2006.
- (RO) Cozmin Gușă, Un ospiciu numit Romania. Cronica unui esec premeditat, Tritonic, 2010.
- (RO) Cozmin Gușă, Imperialism in postcomunism, Adevărul Holding, 2011.